# Нуннинген
Нуннинген (нем. Nunningen) — коммуна в Швейцарии, в кантоне Золотурн. 
Входит в состав округа Тирштайн. Население составляет 1889 человек (на 31 декабря 2007 года). Официальный код — 2621.